# Bolívia nos Jogos Olímpicos de Inverno de 1992
A Bolívia competiu nos Jogos Olímpicos de Inverno de 1992, realizados em Albertville, França.